# Fukou, Shaxian
Fukou (kinesiska: 富口) är en köping i sydöstra Kina. Den ligger i stadsdistriktet Shaxian i staden Sanming i provinsen Fujian, omkring 170 kilometer väster om provinshuvudstaden Fuzhou. Antalet invånare är 9 679. Befolkningen består av 4 482 kvinnor och 5 197 män. Barn under 15 år utgör 19,0 %, vuxna 15-64 år 66 %, och äldre över 65 år 14,0 %.